# Rob Fusari
Rob Fusari, né à Livingston (New Jersey), est un producteur de musique et auteur-compositeur américain. Il a coécrit et produit deux chansons qui ont atteint la première place du classement Billboard Hot 100.

## Biographie
Né et élevé à Livingston dans le New Jersey, Fusari commence à étudier le piano classique à l'âge de huit ans, et devient si habile en tant que pianiste, qu'il commence à jouer dans des compétitions nationales à l'âge de 10. « C'était excitant de jouer dans ces concours de piano, » rappelle Fusari. Il dit également : « Les trois finalistes pouvaient jouer un récital au Carnegie Hall, et j'ai eu l'occasion de jouer au Carnegie pour trois années consécutives ».
C'est durant ses années d'université (à l'université William Paterson dans le New Jersey), que Fusari commence à écrire des chansons. Il commence à enregistrer des démos, et il va ensuite rencontrer l'auteur-compositeur de hits Irwin Levine, qui est connu pour avoir écrit Tie a Yellow Ribbon Round the Ole Oak Tree et plusieurs autres succès pour Tony Orlando & Dawn. Fusari joue certaines de ses démos à Levine, qui est impressionné avec les chansons, et il décide de collaborer avec Fusari.
Fusari explique: « Irwin m'a invité à son studio pour écrire avec lui. Travailler avec Irwin était grand, j'ai appris beaucoup de choses sur le métier de la chanson. Nous avons écrit ensemble pendant deux ans, en créant toutes sortes de musique – pop, rock et country. Parce que Irwin était qu'un parolier, j'étais un peu forcé dans l'apprentissage de production et de programmation. Nous avons acheté des engins, et j'ai sauté dedans. »
Dans le milieu des années 90, Fusari commence à collaborer avec un autre auteur-compositeur, Josh Thompson, qui avait plus une influence R'n'B. « Josh et moi avons travaillé ensemble pendant deux ou trois ans, et je suis entré dans l'écriture de R'n'B avec lui », a dit Fusari. Il déclare également : « J'ai appris à produire des voix R'n'B en travaillant avec Josh. Nous avons fini par écrire environ 300 chansons ensemble, et nous nous retrouverions avec des labels à la hauteur de nos chansons. Un des points forts, c'est quand nous sommes arrivés à enregistrer une chanson avec George Benson. ». Pendant cette époque, il va travailler notamment avec les Destiny's Child.

## Développement d'artiste
Fusari est le coproducteur exécutif du premier album et gagnant de Grammy Awards de Lady Gaga The Fame. Il a coécrit et produit et il est crédité pour quatre chansons, Paparazzi, Beautiful, Dirty, Rich, Brown Eyes et Disco Heaven. Fusari produit et coécrit également, Vanity, Glitter & Grease (chansons jamais réellement sorties), et Retro Dance Freak (chanson présente sur certaines éditions de The Fame Monster).
Fusari travaille actuellement sur de nouveaux talents ainsi que sur la direction d'un nouveau film.